# Kijō
Kijō (木城町?) è una cittadina giapponese della prefettura di Miyazaki.